# Bernd Kriebel

Bernd Kriebel

Bernd Kriebel (* 1964 in Mannheim) ist ein deutscher Politiker. Seit Oktober 2024 ist er einer von insgesamt drei gleichberechtigten Bundesvorsitzenden der Tierschutzpartei.

## Leben
Kriebel wuchs als jüngstes Kind einer Großfamilie in Mannheim auf. Nach seinem Zivildienst arbeitete er zunächst in einem Altenheim. Er ist von Beruf Elektromeister und lebt in Höhfröschen.

## Politik
Kriebel engagierte sich zunächst innerhalb der Friedensbewegung. Seit 2020 ist er einer von zwei gleichberechtigten Landesvorsitzenden seiner Partei in Rheinland-Pfalz.
Bei der Landtagswahl in Rheinland-Pfalz 2021 kandidierte er auf dem zweiten Listenplatz seiner Partei. Bei der Bundestagswahl, die im selben Jahr stattfand war er Spitzenkandidat der rheinland-pfälzischen Landesliste. Zugleich trat er als Direktkandidat im Bundestagswahlkreis Südpfalz an, wo er 1,8 Prozent der Stimmen erzielte; das Direktmandat ging an Thomas Hitschler von der SPD.
Auf dem 48. Bundesparteitag, der am 5. und 6. Oktober 2024 stattfand, wurde Kriebel neben Paula López Vicente und Dennis Landgraf zu einem von drei gleichberechtigten Bundesvorsitzenden gewählt.
Bei der Bundestagswahl 2025 war er erneut rheinland-pfälzischer Spitzenkandidat seiner Partei.